# Аскеран
Аскера́н — населений пункт у Нагірному Карабасі, селище в Ходжалинському районі Азербайджану. Розташований за 14 км на північний схід від Ханкенді на трасі Ханкенді — Ходжали — Аскеран — Агдам на лівому березі річки Каркар. В минулому — село у Шушинському повіті.
Районний центр з 1978 до 2023 року.

## Назва
У Середні віки мало назву Майраберд (вірм. Մայրաբերդ), що перекладається як материнська фортеця. Цю ж назву має і Аскеранська фортеця.
Сучасна назва Аскеран (сх-вірм. і зах-вірм. Ասկերան, латиницею Askeran; тур. Askeran, азерб. Əsgəran) походить з віременської мови та перекладається як військовий табір. Ця назва вказує на військове значення містечка, адже з XVIII століття місцева фортеця використовувалася як арсенал різними силами, що змагалися за контроль над Карабахом.
Водночас, історики з Туреччини припускають, що назва має тюркське походження, а саме є спотвореним словом з архаїчного різновиду месхетського говору турецької мови, та складається з двох частин: ескі (тур. eski — старий) та аран (тур. aran). Уважається, що назва повʼязана з історією Великого Арана, також відомого як Мец Аранк (вірм. Մեծ Առանք, Մեծիրանք, латиницею Mec Arranq, Meciranq; тур. і азерб. Böyük Aran) — одного із кантонів давнього краю Арцах, що входив до складу Великої Вірменії та згадувався у літописах часів Кавказької Албанії.

## Клімат
Місто знаходиться у зоні, котра характеризується вологим континентальним кліматом зі спекотним літом. Найтепліший місяць — липень із середньою температурою 24.5 °C (76.1 °F). Найхолодніший місяць — січень, із середньою температурою -0.5 °С (31.1 °F).
| Клімат Аскерана         | Клімат Аскерана | Клімат Аскерана | Клімат Аскерана | Клімат Аскерана | Клімат Аскерана | Клімат Аскерана | Клімат Аскерана | Клімат Аскерана | Клімат Аскерана | Клімат Аскерана | Клімат Аскерана | Клімат Аскерана | Клімат Аскерана |
| Показник                | Січ.            | Лют.            | Бер.            | Квіт.           | Трав.           | Черв.           | Лип.            | Серп.           | Вер.            | Жовт.           | Лист.           | Груд.           | Рік             |
| Середня температура, °C | −0,5            | 0,7             | 5,2             | 12              | 16,3            | 20,8            | 24,5            | 23,5            | 19,6            | 13,1            | 7,3             | 2,3             | 12,1            |
| Норма опадів, мм        | 19.3            | 27.2            | 47.3            | 64.7            | 97              | 79              | 39.8            | 33.7            | 41.3            | 53.5            | 32.1            | 21.8            | 556.7           |
| Днів з опадами          | 5,3             | 6,5             | 8,2             | 8,5             | 11,3            | 7,4             | 3,5             | 3,3             | 3,9             | 6,9             | 5,4             | 4,9             | 75,1            |
| Вологість повітря, %    | 68              | 68.8            | 65.3            | 59.8            | 59.1            | 52.9            | 46.3            | 47.8            | 53.5            | 62.8            | 64              | 67.7            | 59.7            |
| ----------------------- | --------------- | --------------- | --------------- | --------------- | --------------- | --------------- | --------------- | --------------- | --------------- | --------------- | --------------- | --------------- | --------------- |
| Джерело: Weatherbase    |                 |                 |                 |                 |                 |                 |                 |                 |                 |                 |                 |                 |                 |

## Населення
У 1970 році населення становило 700 чоловік, більшість — вірмени. Відповідно до перепису населення 2005 року в місті проживає 1967 чоловік.

## Інфраструктура
27 червня 2011 року в місті урочисто відкритий новий футбольний стадіон.

## Памʼятки
Біля південної околиці міста розташована Аскеранська фортеця, також відома як Майраберд.

## Галерея

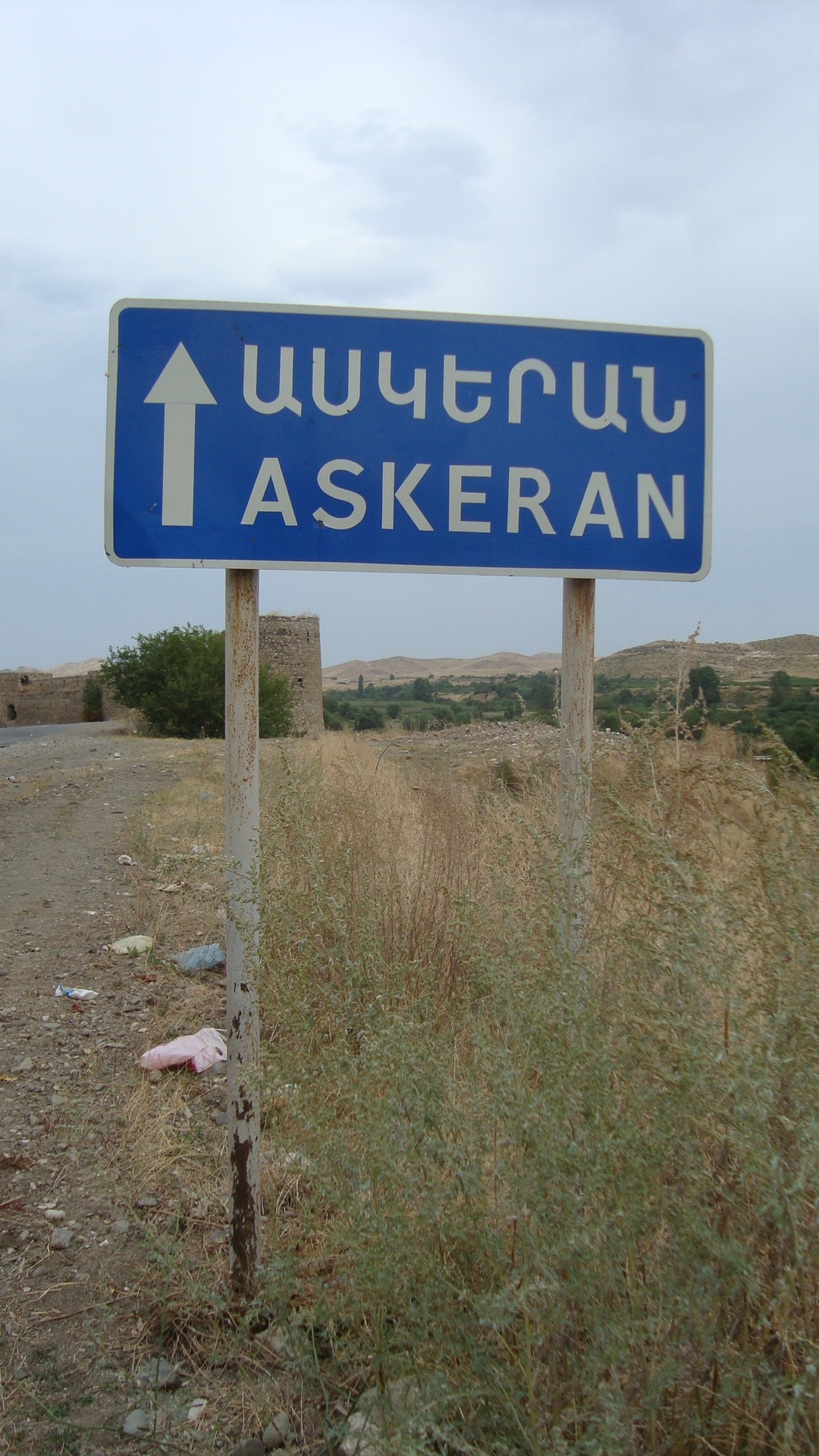
Табличка при в'їзді в місто.
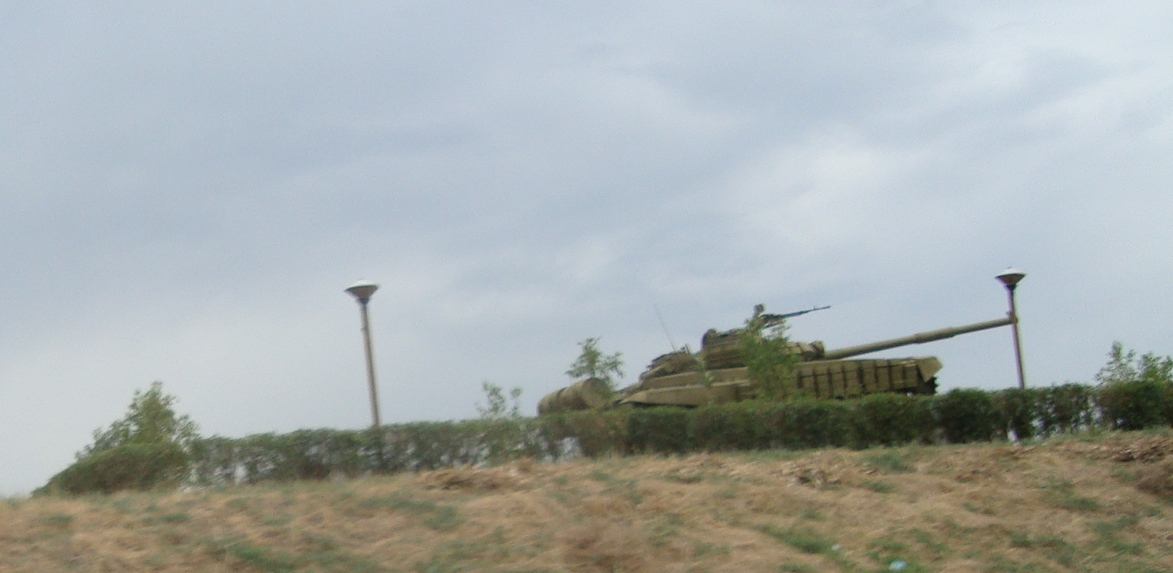
Танк-пам'ятник при в'їзді в місто.
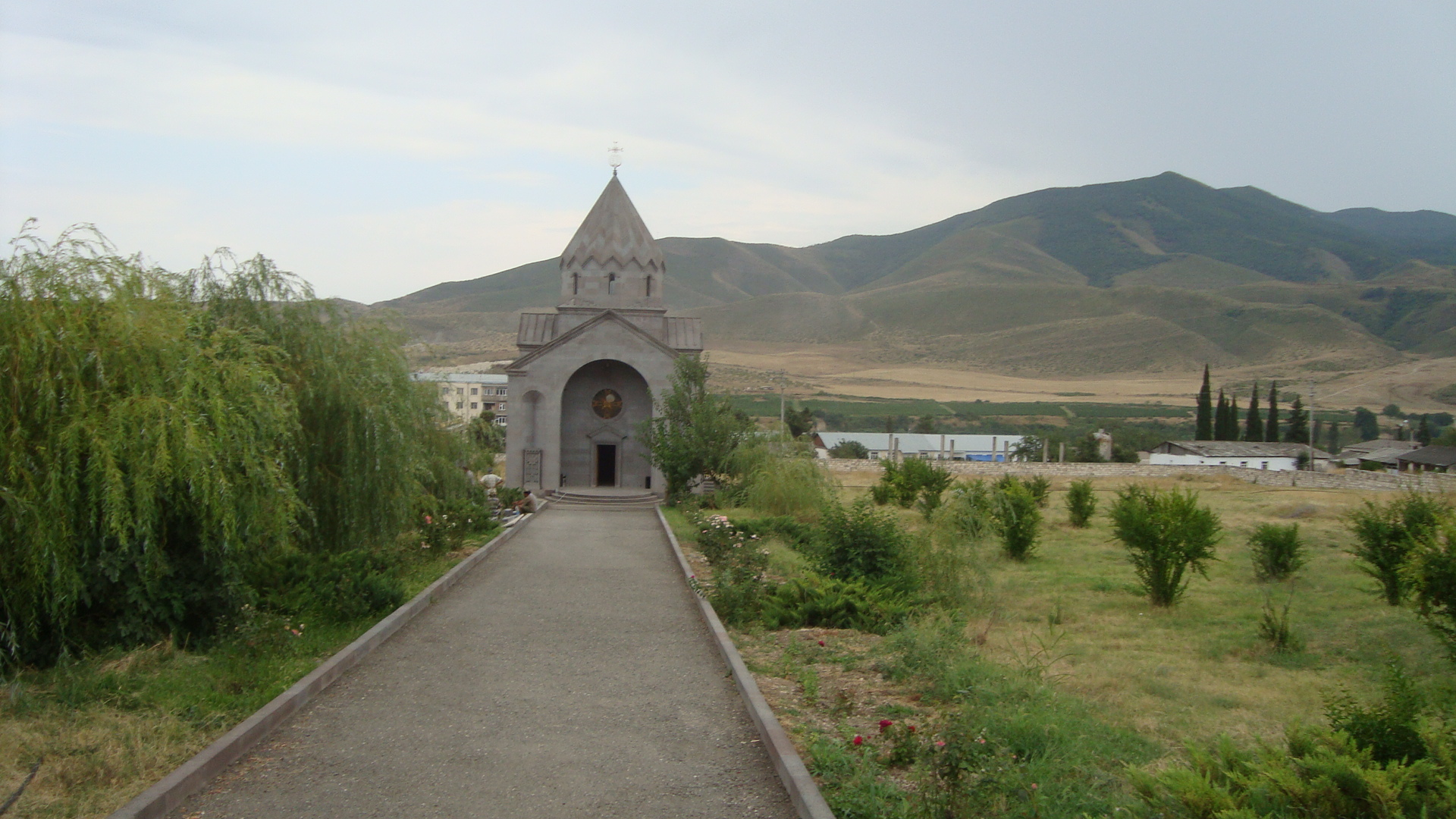
Аскеранська церква.
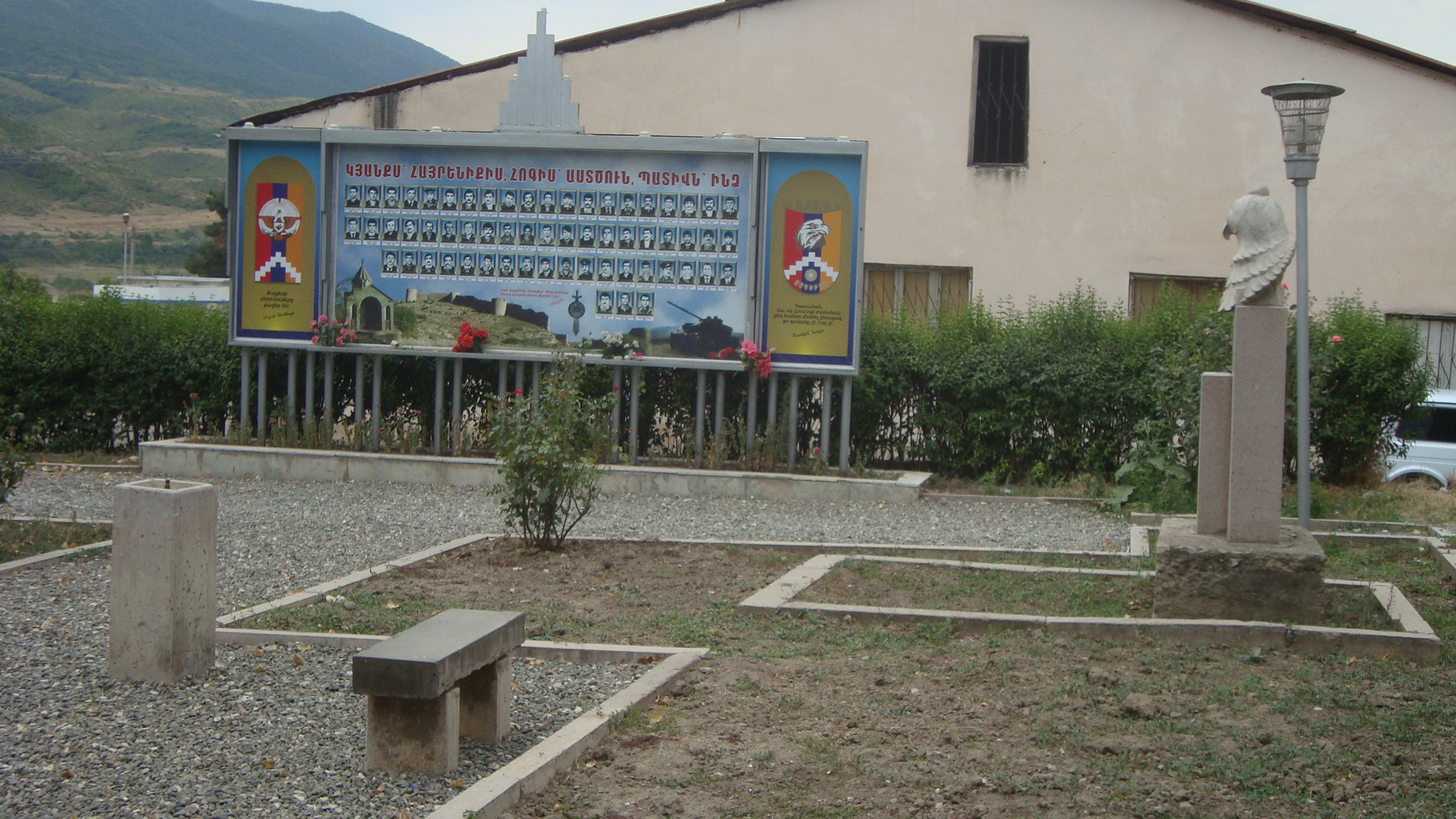
Сквер на честь захисників міста.

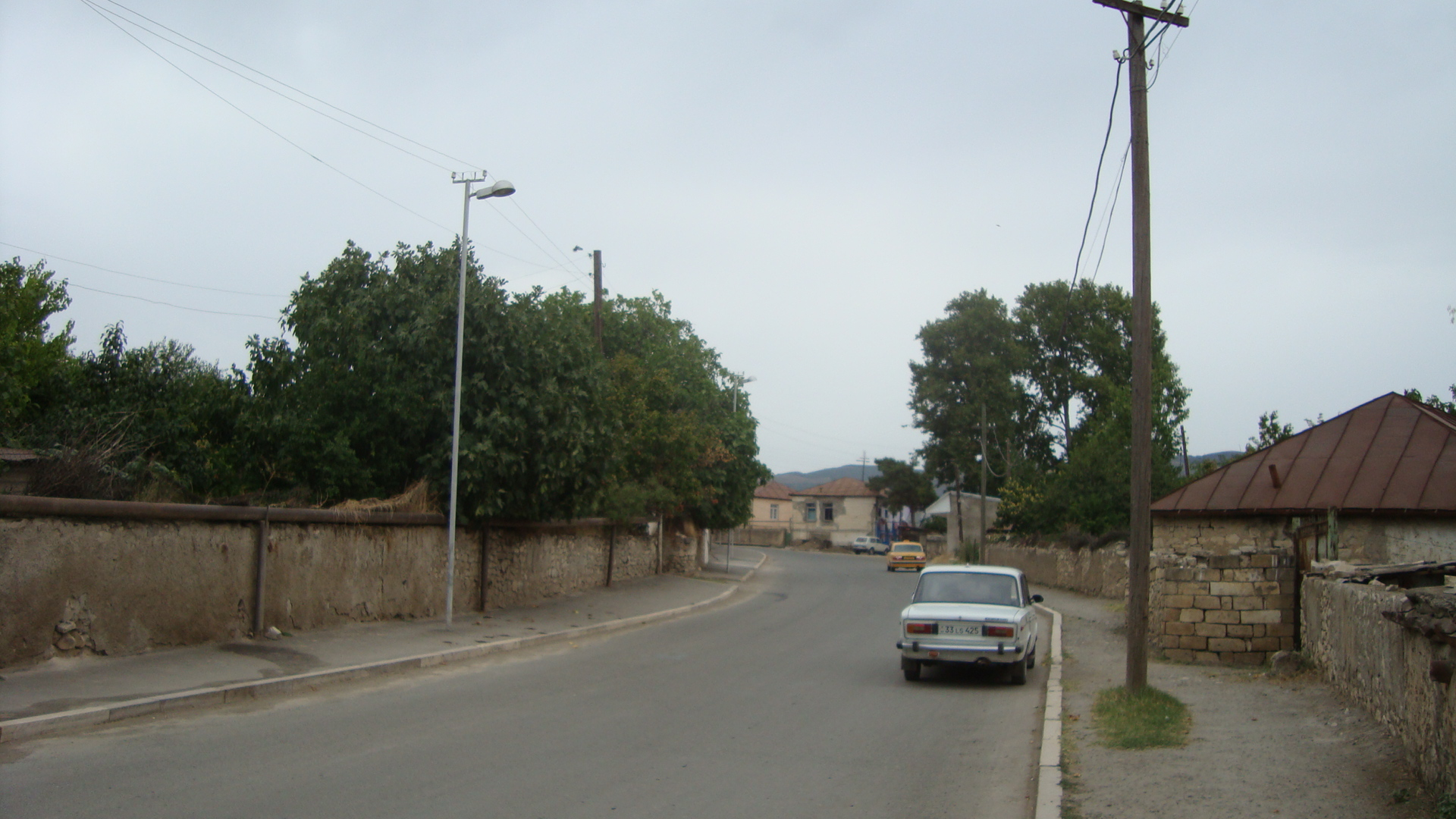
Одна з міських вулиць.
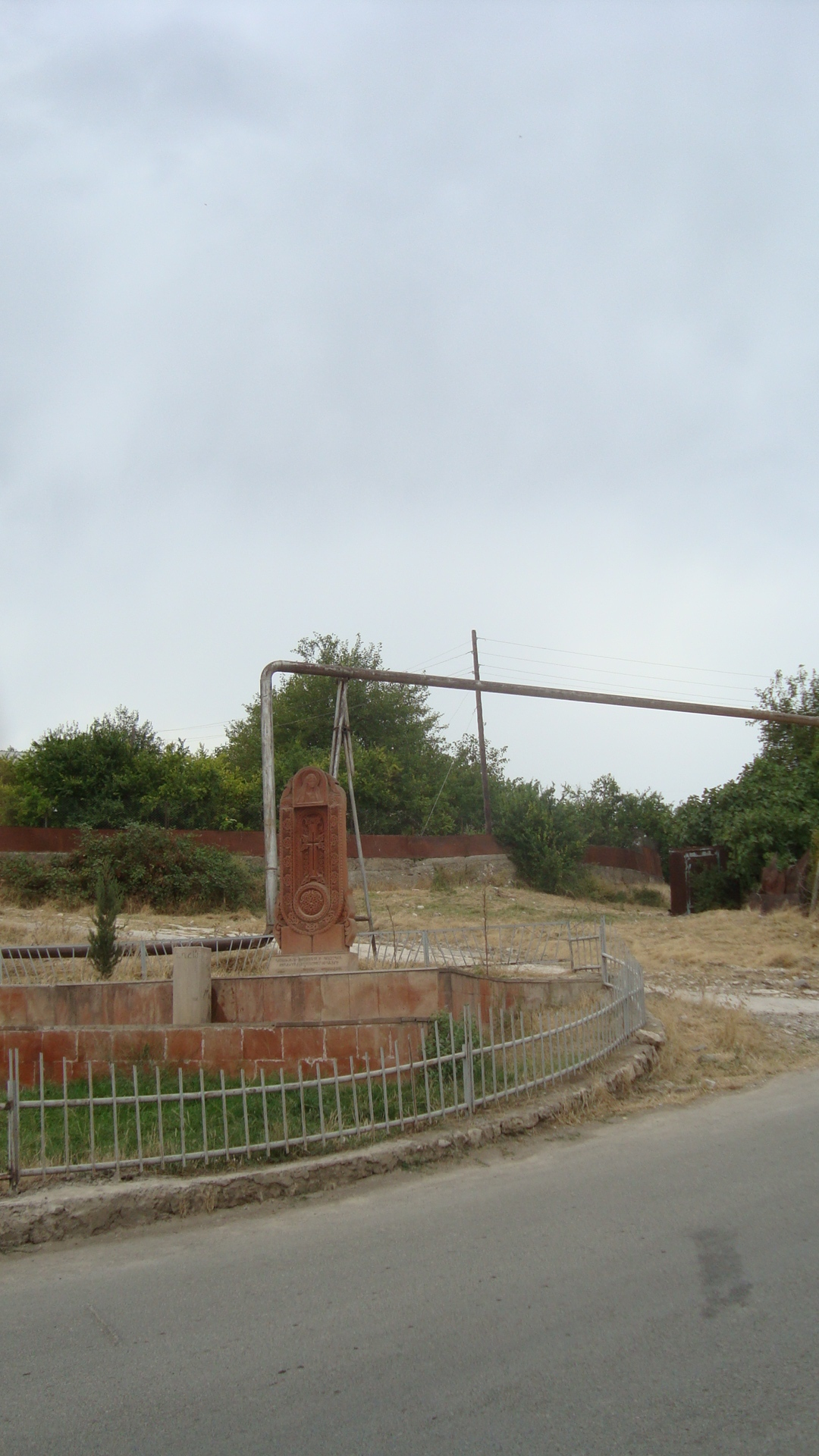
Хачкар.
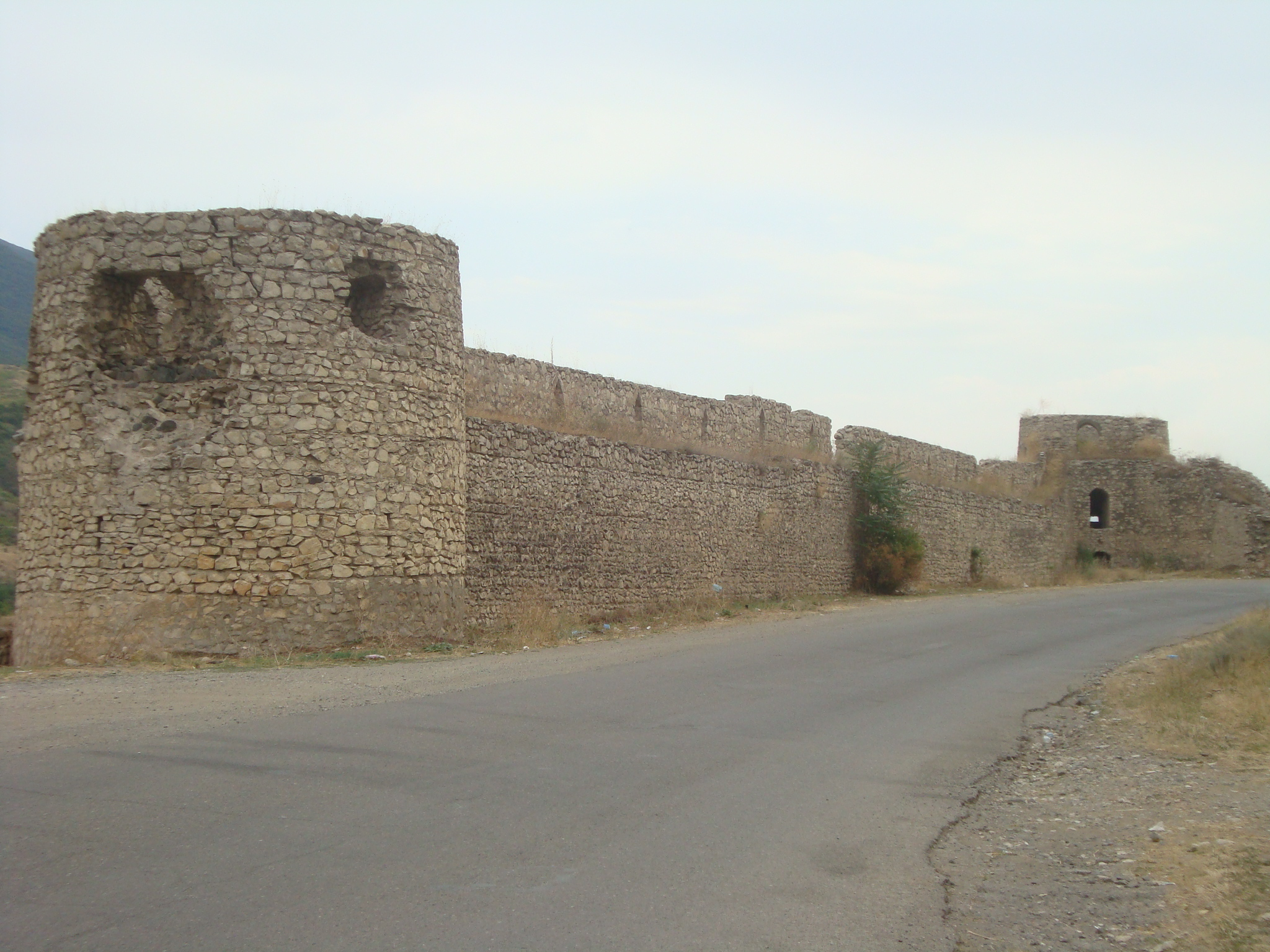
Аскеранська фортеця.
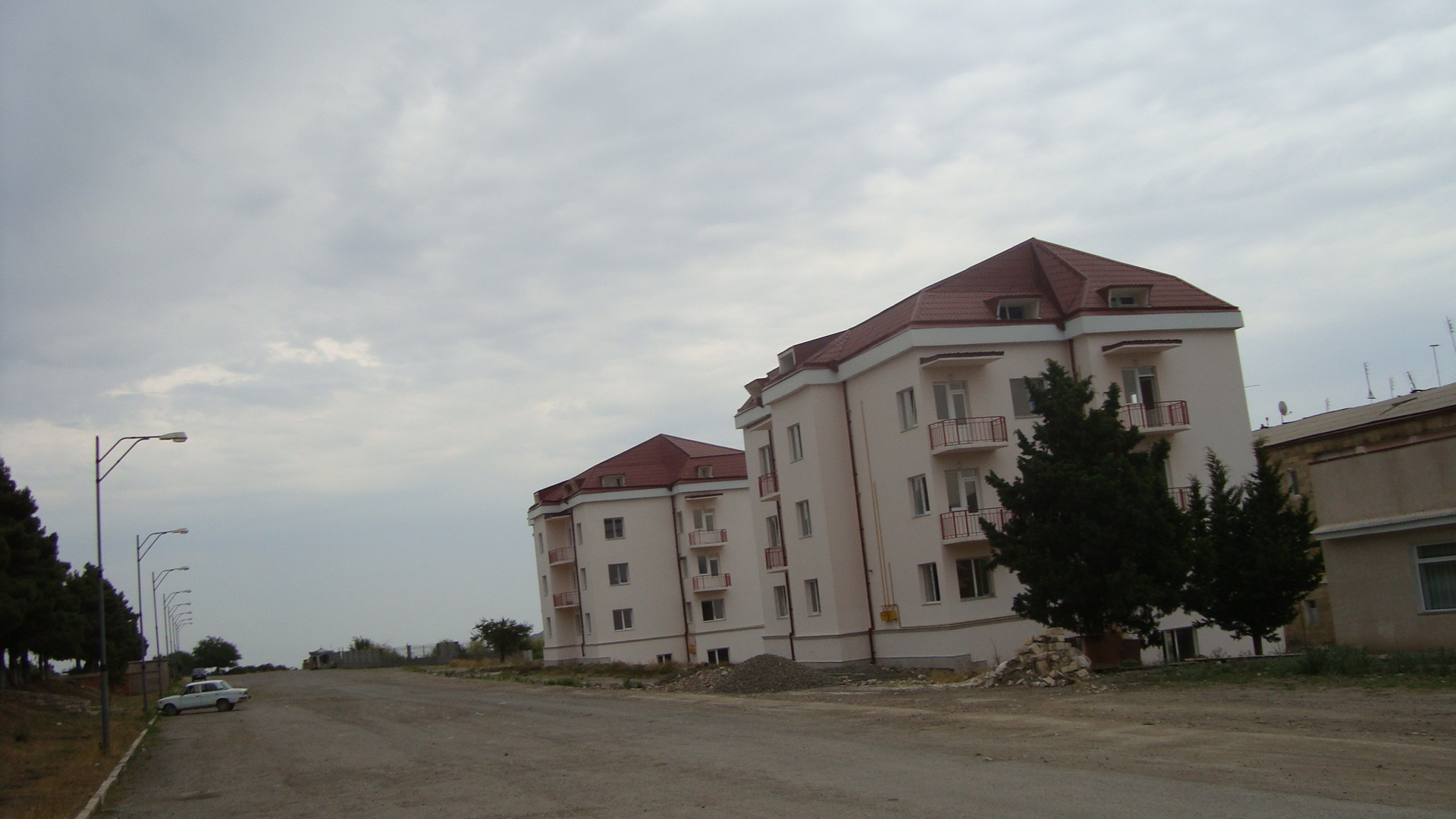
Житлові будинки.